# رامان راجاف
رامان راجاف المعروف أيضًا باسم سيندي تالواي، وآنا، وتامبي، وفيلوسوامي، قاتلًا متسلسلًا نشطًا في منتصف الستينيات، ووصفه الكثيرون بأنه جاك السفاح في الهند. واصل راجاف ارتكاب جرائم قتل دامت أكثر من ثلاث سنوات، حيث وقعت الجولة الأولى من عمليات القتل في عامي 1965 و1966 عندما تم مهاجمة 19 شخصًا، وجولة ثانية من عمليات القتل وقعت في عام 1968. تم القبض عليه من قبل شرطة ماهاراشترا في 27 سبتمبر. تم تجنيب راجاف حكم الإعدام بسبب مرض عقلي، وحُكم عليه لاحقًا بالسجن مدى الحياة؛ وتوفي في المستشفى أثناء احتجازه في السجن في عام 1995.

## قاتل متسلسل
وقعت سلسلة من جرائم القتل على مشارف مومباي في أغسطس 1968. وتعرض سكان الأرصفة والمشردون للضرب حتى الموت أثناء نومهم. وقعت جميع جرائم القتل في الليل وارتكبت باستخدام أداة صلبة وغير حادة. كانت سلسلة مماثلة من جرائم القتل قد وقعت قبل بضع سنوات (1965-1966) في الضواحي الشرقية لمومباي حيث تعرض ما يصل إلى 19 شخصًا للهجوم، ومات 9 منهم. اشتبهت الشرطة في رامان راجاف وألقت القبض عليه. رجل بلا مأوى، له سوابق في ملفات الشرطة وقضى خمس سنوات في السجن بتهمة السرقة. وبما أنه لم يتم العثور على أدلة قاطعة ضده في مجموعة الجرائم الجديدة، فقد أطلقت الشرطة سراحه. وعندما ضرب القاتل مرة أخرى في عام 1968، أطلقت الشرطة عملية مطاردة له. تولى راماكانت كولكارني، نائب مفوض شرطة إدارة التحقيقات الجنائية، التحقيق وقاد عملية تمشيط واسعة النطاق في المدينة. وفي هذه المحاولة نجحت الشرطة في القبض عليه.
في اعترافاته، اعترف بأنه قتل 41 شخصًا في عام 1966 على طول خط السكك الحديدية الهندية العظمى (كما كانت تعرف آنذاك السكك الحديدية المركزية (الهند) ) ونحو اثني عشر شخصًا في عام 1968 في الضواحي. ويُشتبه في أنه قتل المزيد. أثناء عمليات القتل التي ارتكبها، عاش الكثيرون في مومباي في خوف، حيث كان سكان الأحياء الفقيرة والشقق يخشون النوم في الأماكن العامة أو مع فتح النوافذ والشرفات.

## اعتقاله
تعرف نائب مفتش الشرطة أليكس فيالهو على راجاف من التقارير والأوصاف التي حصل عليها من أولئك الذين رأوه. قام فيالو بالبحث عنه واحتجازه بمساعدة شاهدين محترمين من المنطقة. ادعى أنه رامان راجاف، لكن السجلات القديمة كشفت أنه كان لديه العديد من الألقاب بما في ذلك "سندي دالواي"، و"تالواي"، و"آنا"، و"ثامبي"، و"فيلوشوامي". كان قميصه وسرواله الكاكي الذي كان يرتديه ملطخين بالدماء وكانت حذائه موحلة للغاية. تطابقت بصمات أصابعه مع تلك المسجلة وأكدت أنه كان رامان راجاف المعروف باسم "سندي دالواي". تم القبض عليه بموجب المادة 302 من قانون العقوبات الهندي بتهمة قتل شخصين؛ لالشاند جاغانات ياداف ودولار جاجي ياداف في قرية تشينشاولي، مالاد، بومباي الكبرى.

## التحقيق والمحاكمة
عقدت المحاكمة الأولية في محكمة قاضي الرئاسة الإضافي. لمدة طويلة، رفض راجاف الإجابة على الأسئلة. ولكنه بدأ بالإجابة على أسئلتهم بعد أن استجابت الشرطة لطلبه بالحصول على أطباق دجاج لتناولها. ثم قدم بيانًا مفصلاً، واصفًا سلاحه، وطريقة عمله . بعد ذلك تم إحالة القضية إلى محكمة الجلسات في مومباي.
عندما بدأت المحاكمة في محكمة قاضي الجلسة الإضافية في مومباي في 2 يونيو 1969، قدم محامي الدفاع طلبًا مفاده أن المتهم غير قادر على الدفاع عن نفسه بسبب عدم سلامة عقله ، كما قدم أيضًا أنه حتى في وقت ارتكاب الجرائم المزعومة كان المتهم غير سليم العقل وغير قادر على معرفة طبيعة أفعاله أو أنها كانت مخالفة للقانون.
اعترف رامان بارتكاب 41 جريمة قتل. بعد اعترافه، أخذ قوة الشرطة في جولة في جميع أنحاء المدينة لإظهار الأماكن التي عمل فيها والحصول على العصا التي كان يخفيها في الضواحي الشمالية.  وبناءً على ذلك، تم إرسال المتهم إلى جراح الشرطة في مومباي، الذي راقبه من 28 يونيو/حزيران 1969 إلى 23 يوليو/تموز 1969 وأبدى رأيه قائلاً:
"إن المتهم لا يعاني من ذهان أو إعاقة ذهنية. ذاكرته سليمة وذكاؤه متوسط وهو مدرك لطبيعة أفعاله والغرض منها. وهو قادر على فهم طبيعة وهدف الإجراءات المتخذة ضده ولا يمكن إثبات إصابته بالجنون."
بناء على هذا الرأي الطبي، استمرت المحاكمة. واعترف المتهم بالذنب. خلال المحاكمة، تم استدعاء طبيب نفسي من مستشفى ناير في مومباي كشاهد دفاع. وكان قد أجرى مقابلة مع المتهم في سجن آرثر رود في 5 أغسطس/آب 1969 وأدلى بشهادته على أن المتهم كان يعاني من مرض الفصام البارانويدي المزمن لفترة طويلة، وبالتالي كان غير قادر على فهم أن أفعاله كانت مخالفة للقانون. وكان يزور الكنائس القريبة ليطلب المغفرة. لقد قال ذات مرة أنه مهما فعلت فإن يسوع سوف يغفر لي. في الدفاع قيل: "إن المتهم ارتكب فعلاً القتل الذي اتهم به، وكان يعلم طبيعة الفعل، أي قتل البشر، ولكنه لم يكن يعلم ما إذا كان ذلك خطأً أو مخالفاً للقانون". أصدر قاضي الجلسات الإضافية في مومباي حكما بإدانة المتهم بتهمة القتل وحكم عليه بالإعدام. ورفض رامان الاستئناف. قبل تأكيد الحكم، أمرت المحكمة العليا في مومباي الجراح العام في مومباي بتشكيل لجنة طبية خاصة مكونة من ثلاثة أطباء نفسيين لتحديد ما إذا كان المتهم يعاني من اختلال عقلي، وثانياً، ما إذا كان غير قادر على الدفاع عن نفسه نتيجة لاختلال عقله.
قد أجرى أعضاء اللجنة الطبية الخاصة مقابلات مع رامان في خمس مناسبات لمدة ساعتين تقريباً في كل مرة. في مقابلتهم الأخيرة عندما ودعوه وحاولوا مصافحته، رفض القيام بذلك قائلاً إنه ممثل " القانون" الذي لن يمس الأشخاص المنتمين إلى هذا العالم الشرير. وكان تقرير الفحص على النحو التالي:
"لا تتوفر تفاصيل عن تاريخ طفولته. ولا يمكن الحصول على تاريخ موثوق به للأمراض العقلية في عائلته. ووفقًا للبيانات المتاحة، كان معتادًا على السرقة منذ أن كان طفلاً. ولم يتلق أي تعليم مدرسي تقريبًا. وكان معروفًا بانطوائه على نفسه. ومنذ عودته من بوني في عام 1968، كان يعيش في الغابات خارج ضواحي مومباي."
"أظهرت الأشعة السينية للجمجمة، وفحوصات الدم الروتينية، والاختبارات المصلية لمرض الزهري، وفحص السائل الدماغي الشوكي بما في ذلك اختبارات الزهري ، وفحص البول والبراز، وفحص تخطيط كهربية الدماغ، عدم وجود أي مساهمة. كان متوسط الذكاء ولا يوجد مرض عضوي يفسر حالته العقلية."
أظهر خلال المقابلات الخمس أفكارًا مرجعية وأوهامًا ثابتة ومنهجية عن الاضطهاد والعظمة. وكانت الأوهام التي عانى منها المتهمون على النحو التالي:
- أن هناك عالمين متميزين؛ عالم "كانون" وهذا العالم الذي عاش فيه.
- اعتقاد ثابت لا يتزعزع بأن الناس كانوا يحاولون تغيير جنسه، لكنهم لم ينجحوا، لأنه كان ممثلاً لـ "كانون".
- اعتقاد ثابت لا يتزعزع بأنه قوة أو "شاكتي".
- الاعتقاد الراسخ بأن الآخرين يحاولون وضع الإغراءات المثلية في طريقه حتى يستسلم ويتحول إلى امرأة.
- أن هذه الممارسة الجنسية المثلية سوف تحوله إلى امرأة.
- أنه كان "رجلًا بنسبة 101 في المائة". لقد ظل يكرر هذا.
- اعتقاد بأن الحكومة أحضرته إلى مومباي لارتكاب السرقات وأجبرته على ارتكاب أعمال إجرامية.
- اعتقاد لا يتزعزع بأن هناك ثلاث حكومات في البلاد - حكومة أكبر، والحكومة البريطانية، وحكومة المؤتمر الوطني، وأن هذه الحكومات تحاول اضطهاده ووضع الإغراءات أمامه. "

## الحكم والموت
تم إدانة راجاف وحكم عليه بالإعدام. قبل تأكيد الحكم عليه، قرر الأطباء النفسيون أنه ليس في كامل قواه العقلية. في 4 أغسطس 1987، تم تخفيف حكم راجاف إلى السجن مدى الحياة لأنه وجد أنه يعاني من مرض عقلي لا يمكن علاجه. تم إرساله إلى سجن يروادا المركزي ، بوني وكان يتلقى العلاج في المعهد المركزي للصحة العقلية والبحث. في عام 1995 توفي راجاف في مستشفى ساسون بسبب الفشل الكلوي.

## في الثقافة الشعبية
- أخرج المخرج سريرام راجافان فيلمًا روائيًا مدته 70 دقيقة عن راجاف بعنوان رامان راجاف - مدينة، قاتل ، بطولة راغوبير ياداف في دور القاتل.[11]
- يقال إن الفيلم التاميل عام 1978 Sigappu Rojakkal كان يعتمد بشكل فضفاض على Raghav.[12]
- رامان راجاف 2.0 ، فيلم بوليوود، يدور حول قاتل متسلسل خيالي يستشهد برامان راجاف كمصدر إلهام له، من إخراج أنوراغ كاشياب وبطولة نواز الدين صديقي في الدور الرئيسي. تم عرضه لأول مرة في أسبوعي المخرجين في مهرجان كان السينمائي لعام 2016 وتم إصداره عالميًا في 24 يونيو 2016. [13] وقد تم ذكره أيضًا في حلقة من بودكاست الجرائم الحقيقية بعنوان Khooni: The Crimes of India .[14]